# سيركلا خرسوان
سيركلاخرسوان رمزها «SK» (بالإنجليزية: SeraikelaKharsawan)‏ ، هو تقسيم إداري لدولة الهند تتبع ولاية جهارخاند (بالإنجليزية: Jharkhand)‏ ، مركزها هو مدينة سيركلا (بالإنجليزية: Seraikela)‏ عدد سكانها حسب تعداد سنة 2001 هو 848,850 ، مساحتها 2,725 كم² وكثافة السكان 312 لكل كم² .